# First National Pictures
First National Pictures (раніше First National Exhibitors' Circuit) — американська продакшн-компанія дочірнє підприємство Warner Bros., заснована в 1917 році компанією Paramount Pictures, в 1960 році студія припинила існування. Була розташована у Бюрбанці.
Компанія на початку свого існування виробляла фільми, а їх першим великим успіхом став тривалий фільм «Мати Дартмура», який дебютував у 1917 році. Найуспішнішим проєктом студії став фільм «Загублений світ», прем'єра якого відбулася 2 лютого 1925 року. У 1928 році стала дочірньою компанією Warner Bros., і прокатниками називалася «Warner Bros. First National Pictures», в 1960 році студія припинила існування.